# Australian Chamber Orchestra
L'Australian Chamber Orchestra est un orchestre de chambre australien, basé à Sydney.

## Présentation
L'Australian Chamber Orchestra est un ensemble musical fondé en 1975 par le violoncelliste John Painter (musicien) (en), constitué à l'origine de 13 instrumentistes.
Depuis 1990, l'orchestre est dirigé par le violoniste Richard Tognetti.
La formation instrumentale consiste aujourd'hui en un orchestre à cordes composé de 17 membres.
Outre de nombreux concerts en Australie, l'Australian Chamber Orchestra se produit lors de tournées en Asie, en Europe et aux États-Unis, jouant ainsi au Wigmore Hall de Londres, aux Carnegie Hall et Lincoln Center de New York, au Musikverein de Vienne et au Kennedy Center de Washington.
L'ensemble est à l'origine de nombreuses commandes et créations contemporaines, en particulier des compositeurs australiens Carl Vine, Brett Dean, Roger Smalley et Peter Sculthorpe.